# ADM-160誘餌彈

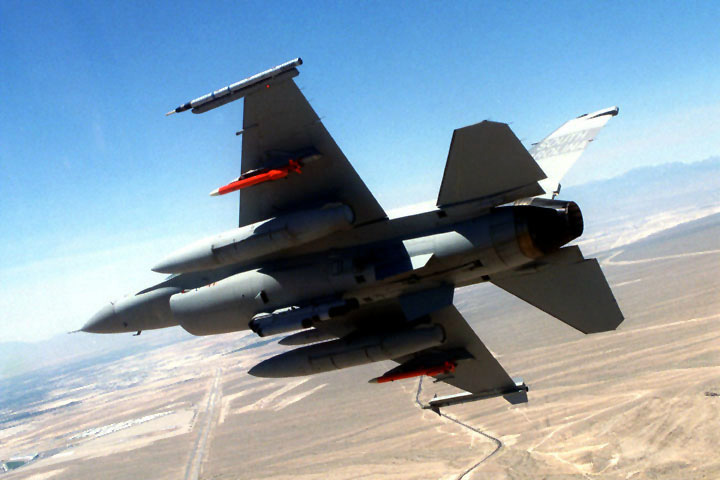
一架F-16在1999年的測試中搭載了兩個微型空射誘餌（紅色）

ADM-160 MALD（Miniature Air-Launched Decoy, 微型空射誘餌）是美國研發的誘餌導彈。

## 總覽

### DARPA MALD计划
DARPA於1995年啟動了微型空射誘餌（MALD）計劃，目的是開發一種小型低成本誘餌導彈，用於壓制敵人的防空系統。 Teledyne Ryan（於1999年被Northrop Grumman收購）於1996年獲得了ADM-160A的開發合約，並且於1999年進行首次試飛。 評估程序於2001年完成。 
美國空軍原本計劃採購幾千架ADM-160A，但是在2001年，數量減少到150架的開發和演示（SDD）計劃。  2002年1月，因為該無人機的航程和續航能力不足以滿足該服務的要求或執行其他任務，美國空軍取消了該計劃。
ADM-160A帶有一個簽名增強子系統（SAS），它由各種有源雷達增強器組成，涵蓋了一系列頻率。因此，SAS可以模擬從B-52同溫層堡壘轟炸機到F-117夜鷹戰鬥攻擊機的任何飛機。
導彈的機翼可折疊，運輸時可以更節省空間。發射時機翼展開，一具TJ-50渦輪噴射發動機推進導彈，按可由多達100個導航點組成的預定航路前進。具有GPS支援的慣性導航系統使MALD保持在航路上。儘管在飛機升空之前已預先設定航路，但飛行員可以在發射前的任何時候對其進行修改。

### 新一輪美國空軍競標
2002年，美國空軍再次對空射誘餌產生了興趣，並對業界提出了續航能力更大的衍生型競標。 雷神公司於2003年春季獲得了一份新的MALD合約。
雷神公司的ADM-160B的配置與ADM-160A相似，但是具有梯形的機身橫截面，並且更大，更重。它由漢密爾頓Sundstrand TJ-150（TJ-50動力更大的衍生型）提供動力。
首架ADM-160B於2009年春季交付。 2010年，“操作上可觀數量”的無人機交付給空軍。 美國空軍目前計劃採購約1500架。
2008年，雷神公司獲得了干擾型MALD-J的合同。它於2009年進行了首次自由落體測試，並於2010年初通過了關鍵設計審查。  第一架MALD-J於2012年9月6日交付給空軍。9月24日，雷神公司開始運行測試，四次發射的飛行測試都成功完成。 2015年4月，MALD-J完成了運行測試，滿足了過去兩年中42次飛行測試的所有要求。
2012年11月，雷神公司完成了針對MALD和MALD-J的地面驗證測試，以便整合到MQ-9收割機無人機中。預計將在2013年的某個時候集成到飛機上，目標是無人壓制敵方防空能力。 該公司還探索了與較小的MQ-1 Predator和美國陸軍MQ-1C Gray Eagle的整合。
2013年6月，雷神公司在預算內完成了MALD的四年發展計劃。MALD和MALD-J成功完成了全部30項工程和運行飛行測試，每個版本均完成了15項。 空軍已批准B型MALD出口。
2014年5月，作為第5批生產合約的一部分，雷神公司向空軍交付了第1000架MALD-J。在前兩年，MALD計劃已經取得了33/33的完美飛行成功記錄。
2014年12月，試飛的MALD-J帶有無線電數據鏈路，以增強態勢感知並允許在飛行中調整目標。在執行干擾任務時，MALD-J能夠將態勢感知數據發送到EW戰鬥管理器，後者使用資訊在飛行中調整其任務。
2015年7月，雷神公司透露與Fokker Aerostructures和意大利賽車製造商達拉拉合作為MALD-J開發了一種新型複合導彈體，其生產成本降低了25％；福克採用了機器人技術來代替一般的手工工藝來纏繞碳纖維機身，達拉拉將其輕巧的結構技術應用於機身配件，例如進氣口和機蓋。從2014年6月簽訂的合約起，新的更便宜的機身設計於2015年首次納入Lot 7生產型號。

### 美國海軍
海軍水面作戰中心將訂購MALD-J。
雷神公司已於2012年7月6日宣佈為美國海軍的F / A-18E / F超級大黃蜂整合系統。 該過程包括一系列降低風險的活動和技術演示。
2015年9月9日，雷神公司和海軍研究實驗室宣佈，他們已為MALD-J展示了一種用於電子戰載荷的新型快速更換模組化體系結構。在12次攜機試飛中展示了四種有效載荷，每種載荷均針對特定任務和威脅而定製；可以在不到一分鐘的時間內將有效載荷從運載的母機中換出。
2016年7月，雷神公司獲得了一份合約，以開發稱為MALD-X的MALD-J的升級版，該協議包括改進的電子戰有效載荷，低空飛行能力以及增強的基於網絡的數據鏈路。該公司希望將MALD-X轉變為美國海軍的MALD-N。

### 英國的意向
英國國防部在2009年的巴黎航展上對MALD-V平台表示了興趣。

### 乌克兰
2023年5月，在乌克兰武装部队打击被俄军占领的卢甘斯克附近的军事目标后发现了ADM-160B的残骸。

## 衍生
ADM-160A
原始誘餌版本由Teledyne Ryan開發（由Northrop Grumman收購），由DARPA資助。它使用GPS輔助導航系統，可以執行多達256個預定義航點的飛行任務。任務配置是預先設定的，但直到即將發射之前，都可以由發射飛機的飛行員重新定義。
ADM-160B
雷神公司開發的誘餌版本具有更長的使用壽命。由美國空軍使用。
ADM-160C “ MALD-J”
雷神公司的ADM-160B 雷達干擾機衍生型。 此衍生型能夠以誘餌和干擾模式運作。誘餌和干擾機配置是支持美國空軍全球打擊司令部，美國陸軍全球反應部隊，太空司令部和C4ISR以及航太遠征特遣部隊的關鍵要素。MALD-J將為系統的機載電子攻擊系統提供後備干擾功能。它將針對預先計畫的目標發射，並干擾特定的雷達，以取代或拒絕IADS對友軍飛機或彈藥的檢測。2012年開始交付給美軍。該年空軍結束了對ADM-160B的採購，僅會採購MALD-J版本。

### 實驗性衍生型
MALI
微型空射攔截機（Miniature Air-Launched Interceptor，MALI）是ADM-160A的武裝版本，可用於對抗巡弋飛彈。它具有功能更強大的發動機和更適合空氣動力學的形狀，可進行超音速飛行，並且可以在中途飛行時透過與E-3 空中預警機等飛機的命令鏈接進行更新。它於2002年完成了開發計畫。
MALD-V
模組化有效載荷版本，為監視裝備，無線電/雷達/紅外干擾器或其他設備的特定任務有效載荷提供了空間。 這可以提供前瞻性架構，並可以選擇將MALD變成無人機，甚至可以將殺手級UAV /誘餌組合使用。  如果裝備有傳感器有效載荷，則可以將MALD修改為可回收，以免每次飛行後損失寶貴的有效載荷。  熱核彈頭也是一種可能的載荷選項，從本質上將MALD變成巡航導彈 。 
MASSM
Miniature Autonomous Search and Strike Missile ，提案對MALD進行升級，以搜尋運輸安裝者發射器 （TEL）。 它將配備光學雷達 ， 毫米波雷達和帶有小型彈頭的熱成像傳感器，以容納燃料和衛星通信。 取決於高度和耐力，一架MASSM可以搜索3000平方公里  的面。回收復的。 

## 發射平台
- 目前：[10]
  - F-16戰隼戰鬥機
  - B-52同温层堡垒
- 未来和可能的：[15]
  - F / A-18超级大黄蜂
  - C-130大力神
  - 波音C-17环球霸王III
  - V-22鱼鹰
  - AV-8B 獵鷹II式攻擊機
  - 颱風戰鬥機
  - MQ-1捕食者無人攻擊機
  - MQ-1C灰鹰
  - MQ-9收割者偵察機
  - JAS 39獅鷲戰鬥機 [26]

## 規格（諾斯羅普·格魯曼公司ADM-160A）
- 長度   ：2.38 m（7 英呎10英吋）
- 翼展   ：0.65 m（2 英呎2英吋）
- 直径   ：15  厘米（6  英吋）
- 重量   ：45  公斤（100  磅）
- 速度   ：0.8马赫
- 升限   ：超过9,000 m（30,000   ft）
- 范围   ：超过460  公里（285   mi）
- 耐力   ：超过20分钟
- 推進力  漢密爾頓·桑斯特蘭德TJ-50渦輪噴射發動機;推力220 N （50 lbf ）
- 单位成本   ：30,000美元[5]

## 規格（雷神ADM-160B）
- 長度   ：2.84 m（9英呎7英吋）
- 翼展   ：1.71 m（5   ft 7 in）完全展开
- 重量   ：115  公斤（250  磅）
- 速度   ：0.91马赫
- 升限   ：超过12,200 m（40,000   ft）
- 航程   ：約920 公里（575 mi）具有徘徊於目標上空的能力
- 耐力   ：海拔超過45分鐘
- 動力   :  漢密爾頓Sundstrand TJ-150渦輪噴射發動機
- 单位成本   ：120,000美元（初始），[5] 322,000美元（截至2015年）[25]